# Kristopher Da Graca
Kristopher Da Graca, né le 16 janvier 1998 à Göteborg en Suède, est un footballeur international cap-verdien qui évolue au poste de défenseur central.

## Biographie

### Jeunesse et formation
Natif de Göteborg en Suède, Kristopher Da Graca est formé par l'Hisingsbacka FC. En août 2013, alors qu'il est courtisé par de nombreux clubs tels que Tottenham Hotspur, Chelsea FC, Aston Villa ou encore le Malmö FF, il signe à l'Arsenal FC, qu'il rejoint véritablement en 2014.

### IFK Göteborg
Alors qu'il est libre de tout contrat après son départ d'Arsenal, Kristopher Da Graca fait son retour dans son pays natal le 20 juillet 2017, en signant à l'IFK Göteborg, pour un contrat de deux ans. Il fait ses débuts en professionnels lors de la saison 2017. Il joue son premier match pour le club en championnat, le 10 août 2017, contre l'AIK Solna. Il entre en jeu à la place d'Emil Salomonsson lors de cette rencontre remportée par les siens (2-1).

### VVV Venlo
Le 6 janvier 2021, Kristopher Da Graca s'engage avec le club néerlandais du VVV Venlo, signant un contrat de deux ans et demi,. Il joue son premier match sous ses nouvelles couleurs dès le 10 janvier suivant face à Willem II Tilburg, lors d'une rencontre d'Eredivisie. Il est titulaire en défense centrale et son équipe s'impose par deux buts à un.

### IK Sirius
Le 29 janvier 2022, lors du mercato hivernal, Kristopher Da Graca quitte le VVV Venlo pour s'engager avec l'IK Sirius. Il signe un contrat courant jusqu'en juin 2025,.

### HJK Helsinki
Le 26 juillet 2023, Kristopher Da Graca prend la direction de la Finlande en signant au HJK Helsinki sous la forme d'un prêt jusqu'à la fin de l'année.

### En sélection
Le 9 janvier 2020, il figure pour la première fois sur le banc des remplaçants de l'équipe nationale A, mais sans rentrer en jeu, lors d'une rencontre amicale face à la Moldavie (victoire 1-0). Kristopher Da Graca honore finalement sa première sélection avec l'équipe nationale de Suède trois jours plus tard, en match amical contre le Kosovo. Il est titulaire lors de cette rencontre remportée par les suédois (1-0).

## Vie personnelle
Né en Suède, Kristopher Da Graca possède des origines cap-verdiennes.